# Société entomologique de France
Die Société entomologique de France ist eine französische entomologische Gesellschaft.
Die Gesellschaft wurde von 18 Entomologen am 31. Januar 1832 in Paris gegründet. Pierre André Latreille (1762–1833) wurde einstimmig zum ersten Präsidenten der Gesellschaft gewählt, es folgte Victor Audouin (1797–1841). Die Vereinigung hatte bzw. hat zum Ziel, zum Fortschritt und zur Entwicklung der Entomologie in all ihren Aspekten beizutragen. Sie hat ihren Sitz im Muséum national d’histoire naturelle in Paris.
Die Gesellschaft veröffentlicht seit geraumer Zeit die Annalen der Entomologischen Gesellschaft von Frankreich Annales de la Société entomologique de France und das Bulletin der naturforschenden Gesellschaft in Frankreich Bulletin de la Société entomologique de France. Ihre Bibliothek umfasst 15.000 Bände und 1.500 Zeitschriftenartikel, die alle im weitesten Sinne der Entomologie gewidmet sind.
Die Gesellschaft führte im Jahr 2007 etwa 660 aktive Mitglieder.

## Liste der Präsidenten
- 1832: Jean-Guillaume Audinet-Serville (1775–1858)
- 1833: Amédée Louis Michel Le Peletier (1770–1845)
- 1834: Victor Audouin (1797–1841)
- 1835: Charles Athanase Walckenaer (1771–1852)
- 1836: Philogène Auguste Joseph Duponchel (1774–1846)
- 1837: Victor Audouin (1797–1841) (zweite Amtszeit)
- 1838: Jean Baptiste Alphonse Dechauffour de Boisduval (1799–1879)
- 1839: Jules Pierre Rambur (1801–1870)
- 1840: Pierre François Marie Auguste Dejean (1780–1845)
- 1841: Charles Athanase Walckenaer (1771–1852) (zweite Amtszeit)
- 1842: Charles Nicolas Aubé (1802–1869)
- 1843: Henri Milne Edwards (1800–1885)
- 1844: Ferdinando Arborio Gattinara di Breme (1807–1869)
- 1845: Claude Charles Goureau (1790–1879)
- 1846: Félix Édouard Guérin-Méneville (1799–1874)
- 1847: Louis Jérôme Reiche (1799–1890)
- 1848: Charles Jean-Baptiste Amyot (1799–1866)
- 1849: Achille Guénée (1809–1880)
- 1850: Louis Alexandre Auguste Chevrolat (1799–1884)
- 1851: Louis Jérôme Reiche (1799–1890) (zweite Amtszeit)
- 1852: Claude Charles Goureau (1790–1879) (zweite Amtszeit)
- 1853: Jean Baptiste Alphonse Dechauffour de Boisduval (1799–1879) (zweite Amtszeit)
- 1854: Léon Marc Herminie Fairmaire (1820–1906)
- 1855: Frédéric Jules Sichel (1802–1868)
- 1856: Louis Jérôme Reiche (1799–1890) (dritte Amtszeit)
- 1857: Jean-Baptiste Eugène Bellier de la Chavignerie (1819–1888)
- 1858: Jean Baptiste Alphonse Dechauffour de Boisduval (1799–1879) (dritte Amtszeit)
- 1859: Jacques Marie Frangile Bigot (1818–1893)
- 1860: Joseph Alexandre Laboulbène (1825–1898)
- 1861: Victor Antoine Signoret (1816–1889)
- 1862: Louis Alexandre Auguste Chevrolat (1799–1884) (zweite Amtszeit)
- 1863: Louis Jérôme Reiche (1799–1890) (vierte Amtszeit)
- 1864: Charles Nicolas Aubé (1802–1869) (zweite Amtszeit)
- 1865: Auguste Jean François Grenier (1814–1890)
- 1866: Auguste Simon Paris (1794–1869)
- 1867: Maurice Jean Auguste Girard (1822–1886)
- 1868: Jean-Étienne Berce (1803–1879)
- 1869: François Louis Paul Gervais (1816–1879)
- 1870: Joseph Étienne Giraud (1808–1877)
- 1871: Sylvain Auguste de Marseul (1812–1890)
- 1872: Joseph Alexandre Laboulbène (1825–1898) (zweite Amtszeit)
- 1873: Charles Nicolas François Brisout de Barneville (1822–1893)
- 1874: Charles Eugène Leprieur (1815–1892)
- 1875: Eugène Simon (1848–1924)
- 1876: Paul Mabille (1835–1923)
- 1877: Louis Jérôme Reiche (1799–1890) (fünfte Amtszeit)
- 1878: François Louis Paul Gervais (1816–1879) (zweite Amtszeit)
- 1879: Pierre Mégnin (1828–1905)
- 1880: Charles Eugène Leprieur (1815–1892) (zweite Amtszeit)
- 1881: Léon Marc Herminie Fairmaire (1820–1906) (zweite Amtszeit)
- 1882: Louis Jérôme Reiche (1799–1890) (sechste Amtszeit)
- 1883: Victor Antoine Signoret (1816–1889) (zweite Amtszeit)
- 1884: Édouard Lefèvre (1839–1894)
- 1885: Émile Louis Ragonot (1843–1895)
- 1886: Jules Bourgeois (1847–1911)
- 1887: Eugène Simon (1848–1924) (zweite Amtszeit)
- 1888: Jules Künckel d’Herculais (1843–1918)
- 1889: Joseph Alexandre Laboulbène (1825–1898) (dritte Amtszeit)
- 1890: Paul Mabille (1835–1923) (zweite Amtszeit)
- 1891: Antoine Henri Grouvelle (1843–1917)
- 1892: Camille Jourdheuille (1830–1909)
- 1893: Édouard Lefèvre (1839–1894) (zweite Amtszeit)
- 1894: Félix de Vuillefroy-Cassini (1841–1918)
- 1895: Émile Louis Ragonot (1843–1895) (zweite Amtszeit)
- 1896: Alfred Giard (1846–1908)
- 1897: Antoine Henri Grouvelle (1843–1917) (zweite Amtszeit)
- 1898: Louis Eugène Bouvier (1856–1944)
- 1899: Charles A. Alluaud (1861–1949)
- 1900: Alfred Giard (1846–1908) (zweite Amtszeit)
- 1901: Eugène Simon (1848–1924) (dritte Amtszeit)
- 1902: Henry Wilfrid Brölemann (1860–1933)
- 1903: Louis-Félix Henneguy (1850–1928)
- 1904: Paul Mabille (1835–1923) (dritte Amtszeit)
- 1905: Albert Leveillé († 1911)
- 1906: Paul Marchal (1862–1942)
- 1907: Pierre Lesne (1871–1949)
- 1908: Joseph de Joannis (1864–1932)
- 1909: Jules Künckel d’Herculais (1843–1918) (zweite Amtszeit)
- 1910: Maurice Maindron (1857–1911)
- 1911: Armand Janet
- 1912: Jules de Gaulle (1850–1922)
- 1913: Charles Joseph Sainte-Claire Deville (1814–1876)
- 1914: Charles A. Alluaud (1861–1949) (zweite Amtszeit)
- 1915: Étienne Rabaud (1868–1956)
- 1916: Joseph de Joannis (1864–1932) (zweite Amtszeit)
- 1917: Henry Desbordes (1856–1940)
- 1918: Paul Marchal (1862–1942) (zweite Amtszeit)
- 1919: Eugène Moreau
- 1920: Julien Achard (1881–1925)
- 1921: Jacques Auguste Robert Marie Surcouf (1868–1934)
- 1922: Auguste Eugène Méquignon (1875–1958)
- 1923: Étienne Rabaud (1868–1956) (zweite Amtszeit)
- 1924: François Picard (1879–1939)
- 1925: Raymond Peschet (1880–1940)
- 1926: Louis Sémichon
- 1927: Émile Roubaud (1882–1962)
- 1928: Louis Dupont
- 1929: Pierre Marié
- 1930: Paul Vayssière (1889–1984)
- 1931: Constantin Dumont (1849–1932)
- 1932: René Gabriel Jeannel (1879–1965)
- 1933: Louis Henri Berthet
- 1934: Jean-Louis Fage (1883–1964)
- 1935: Victor Laboissiere (1875–1942)
- 1936: Charles Fagniez († 1952)
- 1937: Victor Laboissiere (1875–1942) (zweite Amtszeit)
- 1938: Pierre Lesne (1871–1949)
- 1939: André Théry (1864–1947)
- 1940: Jacques de Lépiney
- 1941: Pierre-Paul Grassé (1895–1985)
- 1942: André Maublanc (1880–1958)
- 1943: Henri Stempffer (1894–1978)
- 1944: Lucien Berland (1888–1962)
- 1945: Émile Licent (1876–1952)
- 1946: Lucien Marceron (1892–1966)
- 1947: Raymond Poutiers (1886–1970)
- 1948: Alfred Balachowsky (1901–1983)
- 1949: Simon Le Marchand (1882–1953)
- 1950: Jean Balazuc (1914–1994)
- 1951: Pierre Lepesme (1913–1957)
- 1952: Robert Philippe Dollfus (1887–1976)
- 1953: Claude Herbulot (1908–2006)
- 1954: Georges Pécoud (1883–1970)
- 1955: Paul Pesson (1911–1989)
- 1956: Gaston Ruter (1898–1979)
- 1957: Hervé de Toulgoët
- 1958: Emile Rivalier (1892–1979)
- 1959: Adrien Roudier
- 1960: Guy Colas
- 1961: Henri Bertrand (1892–1978)
- 1962: Général P. Dispons
- 1963: Melle G. Cousin
- 1964: Pierre Rebillard (1900–1974)
- 1965: Henri Henrot (1913–1973)
- 1966: Jacques Carayon (1916–1997)
- 1967: Henri Joseph Oberthür (1887–1983)
- 1968: André Villiers (1915–1983)
- 1969: Jean Jarrige (1904–1975)
- 1970: André Badonnel (1898–1991)
- 1971: Bernard Possompès (1912–1975)
- 1972: Claude Lemaire (1921–2004)
- 1973: Charles E. E. Rungs
- 1974: Emile Biliotti (1924–1978)
- 1975: Jean Péricart (1928–2011)
- 1976: Jean-René Le Berre (1922–1976)
- 1977: Jacques Nègre (1908–1988)
- 1978: Franklin Pierre (1918–1990)
- 1979: André Vachon († 1983)
- 1980: Joseph Bergerard
- 1981: Adrien Roudier (zweite Amtszeit)
- 1982: Renaud Paulian (1913–2003)
- 1983: Jacques Chassain
- 1984: Claude Caussanel (1933–1999)
- 1985: J. Péricart (zweite Amtszeit)
- 1986: J. Bergerard (zweite Amtszeit)

Seit 1987 sind die Präsidenten für maximal zwei Amtszeiten von bis zu einem Jahr wählbar.
- 1987–1988: Paul Pesson (1911–1989)
- 1989–1990: Armand Matocq
- 1991–1992: Jacques Pierre
- 1993–1994: Gérhard H. Perrault
- 1995–1996: Jean-Louis Dommanget
- 1997–1998: G. H. Perrault
- 1999–2000: Claude Girard
- 2001–2002: Imré Foldi
- 2003: Jacques Forel
- 2004–2005: Thierry Deuve
- 2006–2007: Yves Gomy
- 2008–2009: Roger Roy
- 2010–2011: Philippe Magnien
- 2012–2013: Daniel Rougon
- 2014–2015: Hubert Piguet
- 2016–2017: Philippe Ponel
- 2018: Laurent Péru
- 2019–2020: Philippe Le Gall
- 2021–2022: Bernard Moncoutier[1]